# 山口県の市町村歌一覧
山口県の市町村歌一覧（やまぐちけんのしちょうそんかいちらん）は、日本の山口県に属する市町村で制定されている、もしくは過去に制定されていた市町村歌などの自治体歌やそれに準じた楽曲の一覧である。なお、一覧の順序は全国地方公共団体コード順による。

## 概説
山口県下の都市では下関市と萩市が戦前から市歌を制定しており、1980年代までには当時存在していた14市全てで市歌が制定される全国屈指の高い制定率を誇っていた。しかし、平成の大合併以後は新設合併で旧市の名称を引き継いだ自治体を中心に新市歌を制定する動きは低調になり、下関市では従来の市歌を継続使用することが取り決められたが光市・長門市・美祢市では後継の市歌が未だに制定されておらず、山陽小野田市も市民音頭の発表のみに留まっている。
町部でもかつての市部と同様に平成の大合併で消滅した町村を含めて町村歌を制定していた自治体が多く、現在も町民音頭のみ制定している周防大島町と上関町を含めて全ての町で何らかの楽曲が制定されている。

## 市部
下関市
- 下関市歌 - 1932年（昭和7年）8月5日制定

作詞：石川千史 補作：北原白秋 作曲：山田耕筰
昭和天皇御大典記念事業として計画されていた市憲（自治憲章）制定を断念した代わりに制定された。新設合併前の（旧）下関市の市歌であり、下関市・豊浦郡4町合併協議会で市歌について「新市において新たに定める」との申し合わせが行われたため一旦失効扱いとなったが、合併後に当面は従来の市歌と各町の町民歌や音頭等を継続使用する旨の申し合わせが行われた。
宇部市
- 宇部市民の歌[2] - 1962年（昭和37年）制定

作詞：宮川杜詩雄 作曲：若松正司
市制41周年記念。
山口市
- ふるさとの風 〜山口市民の歌〜[3] - 2006年（平成18年）5月30日制定

作詞：山口市民 作曲・編曲：ちひろ
3代目（第3代新設合併後の山口市としては初代）の市歌である。2010年（平成22年）の阿東町編入合併に際して歌詞の一部を改訂した。
萩市
- 萩のよろこび[4] - 2010年（平成22年）3月6日制定

作詞：岡輝明 作曲：津室ひとみ
新設合併5周年記念。2代目（新設合併後としては初代）の市歌である。
防府市
- 防府市民の歌[5] - 1963年（昭和38年）9月制定

作詞：岡田岩吉 作曲：高橋正剛
下松市
- 下松市民歌[6] - 1954年（昭和29年）10月1日制定

作詞：高橋重見 補作：坂口淳 作曲・編曲：大村能章
市制15周年記念。
- 潮騒と星のまち[7] - 1989年（平成元年）発表

作詞：山上路夫 作曲：平尾昌晃
市制50周年記念歌。
岩国市
- 岩国市歌[8] - 2016年（平成28年）3月19日制定

作詞：村田さち子 作曲：池辺晋一郎
合併10周年。2代目（新設合併後としては初代）の市歌である。
光市
- 光市民の歌[10] - 1963年（昭和38年）9月制定[11]

作詞：堤秀二 補作：岡田岩吉 作曲：森豊幸
新設合併前の（第2代）光市の市民歌である。大和町との新設合併に際して「新市において調整する」との申し合わせに基づき失効しているが、新市歌の制定は実現していない。
長門市
- 長門市民の歌 - 1973年（昭和48年）5月1日制定[12]

新設合併前の（旧）長門市の市歌である。長門市・三隅町・日置町・油谷町合併協議会における「新市において調整するものとする」との申し合わせに基づき失効しているが、新市歌の制定は実現していない。
柳井市
- 柳井市民歌 - 1960年（昭和35年）10月制定[13]

作詞：伊野上のぼる 作曲：藤井哲雄
美祢市
- うるわしの美祢[14] - 1969年（昭和44年）10月制定

作詞：阪田寛夫 作曲：中田喜直
新設合併前の（旧）美祢市の市歌である。美祢市・美東町・秋芳町合併協議会では市歌の扱いについて特に取り決めが行われなかったため、現在の地位は不明確である。
周南市
- 新しい風[15] - 2003年（平成15年）11月29日制定

作詞：三枝草波 作曲・編曲：中越和明
市イメージソング。新設合併の当年に制定された。
山陽小野田市
- 山陽小野田音頭 - 2006年（平成18年）発表

作詞：田村和男 作曲：田村洋

## 町部
大島郡周防大島町
- 周防大島音頭[16]

作詞：星野哲郎 作曲：原伸二
玖珂郡和木町
- 和木町民歌 - 1963年（昭和38年）制定

第18回山口国体開催記念。村制時代に「和木村民歌」として制定、町制施行後に改題して継承。
熊毛郡上関町
- 上関音頭

熊毛郡田布施町
- 田布施町歌[18] - 1985年（昭和60年）制定

作詞：岡田岩吉 作曲：岡田昌大
町制30周年記念。
熊毛郡平生町
- 平生町の歌[20] - 1991年（平成3年）制定[21]

作詞：星野哲郎 作曲：市川昭介 編曲：小杉仁三
阿武郡阿武町
- 阿武町歌 - 1973年（昭和48年）6月制定[22]

作詞：和田健 作曲・編曲：片山正見

## 廃止された市町村歌
山口市
- 山口市民歌 - 1951年（昭和26年）1月1日制定

作詞：川下紅風 作曲：弘中策
（第2代山口市）初代の市歌である。
- 山口市の歌 - 1962年（昭和37年）制定

作詞：佐藤春夫 作曲：信時潔
（第2代山口市）2代目の市歌である。翌1963年（昭和38年）には同じ作詞・作曲者の手で3代（4曲）目の「山口県民の歌」が作られた（作曲は初代「山口県民歌」とも同じ）。
萩市
- 萩市市歌 - 1934年（昭和9年）3月制定[23]

初代（旧萩市）の市歌である。新設合併に伴い廃止された。
- 萩のなないろ - 2002年（平成14年）7月発表

市制70周年記念市民愛唱歌。
徳山市
- 徳山市民歌 - 1955年（昭和30年）10月制定[24]

作詞：礒永秀雄
岩国市
- 岩国市歌（旧）[25]

作詞：瀬川秀雄 作曲：小松耕輔
新設合併前の（旧）岩国市の市歌である。岩国地域8市町村合併協議会において「新市において新たに定める」との申し合わせに基づき廃止された。
新南陽市
- 新南陽市民歌 - 1970年（昭和45年）11月制定[24]

作詞：坂本越郎 作曲：諸井三郎
小野田市
- 小野田市民の歌 - 1975年（昭和50年）11月制定[27]

作詞：島本英典 補作：石本美由起 作曲・編曲：中谷勝昭
大島郡東和町
- 東和町の歌[28] - 1985年（昭和60年）4月5日制定

作詞：星野哲郎 作曲：中津康治
町制30周年記念。
大島郡橘町
- 夢は若人[29] - 1989年（平成元年）1月制定

作詞：星野哲郎 作曲：鈴木淳
玖珂郡玖珂町
- 玖珂町民歌 わたしのまち[30] - 1984年（昭和59年）制定

作詞：和田健 作曲：田村洋
町制60周年記念。
玖珂郡由宇町
- 由宇町民歌 由宇はわがまち

玖珂郡本郷村
- 本郷賛歌

玖珂郡周東町
- 周東町民歌[31] - 1965年（昭和40年）3月制定

作詞：小池義光 作曲：武居俊彦
玖珂郡錦町
- 錦町民歌

玖珂郡大畠町
- マイホームタウン大畠[32] - 1989年（平成元年）制定

作詞：瀬原徹郎 作曲：伊勢大輔
玖珂郡美川町
- 美川町民歌

玖珂郡美和町
- 美和町民歌

熊毛郡大和町
- 大和町民歌[33] - 1973年（昭和48年）11月3日制定

作詞：国本克己 補作：礒永秀雄 作曲：三浦正雄
合併30周年記念。
熊毛郡熊毛町
- 熊毛町民歌[34] - 1975年（昭和50年）制定

作詞：杉村ユキコ 補作：礒永秀雄 作曲：渡邉正夫
町制30周年記念。
佐波郡徳地町
- 徳地町民歌[35] - 1985年（昭和60年）制定

作詞：岡田岩吉 作曲：鈴木淳
町制30周年記念。
吉敷郡秋穂町
- 秋穂町まちの歌 はるかな海原[36] - 1990年（平成2年）制定

作詞：星野哲郎 作曲：鈴木淳
町制50周年記念。
吉敷郡小郡町
- 小郡町町民歌 ふるさと小郡[37] - 1992年（平成4年）制定

作詞：福田奎子 補作：いではく 作曲：中村八大
町制90周年記念。
吉敷郡阿知須町
- 阿知須町民歌

厚狭郡楠町
- 楠町民の歌[38] - 1980年（昭和55年）月日制定

作詞：岸田貞代 作曲：田村洋
町制25周年記念。
厚狭郡山陽町
- 山陽町民歌 - 1963年（昭和38年）3月制定[39]

豊浦郡菊川町
- みんなのふるさと小日本[40] - 1990年（平成2年）制定

作詞：古井忠視 補作：いではく 作曲：遠藤実
町制35周年記念。
阿武郡田万川町
- 人を愛するように -田万川町々民歌-[41] - 1977年（昭和52年）制定

作詞：吉岡治 作曲：市川昭介
町制25周年記念。
阿武郡阿東町
- わがまち阿東[42] - 1989年（平成元年）制定

作詞：田中祥隆 作曲・編曲：前田俊明
阿武郡むつみ村
- むつみ村民歌[43] - 1985年（昭和60年）制定

作詞：和田健 作曲・編曲：片山正見
合併30周年記念。
阿武郡須佐町
- ふるさと須佐[44] - 1985年（昭和60年）制定

作詞：和田健 作曲：鈴木淳
合併30周年記念。
阿武郡旭村
- ひとすじの道[45] - 1989年（平成元年）制定

作詞：野村耕三 作曲：鈴木英明
村制35周年記念。
阿武郡福栄村
- しあわせのふるさと[46] - 1990年（平成2年）8月制定

作詞：島田陽子 作曲：池田八声